# Caupena d'Armanhac
Caupena d'Armanhac (en francès Caupenne-d'Armagnac) és un municipi francès situat al departament del Gers i a la regió d'Occitània.

## Demografia
| 1962                                       | 1968 | 1975 | 1982 | 1990 | 1999 | 2006 |
| ------------------------------------------ | ---- | ---- | ---- | ---- | ---- | ---- |
| 437                                        | 404  | 363  | 351  | 357  | 377  | 427  |
| Des de 1962: població sense dobles comptes |      |      |      |      |      |      |

## Administració
| Període | Identitat        | Partit |
| ------- | ---------------- | ------ |
| 2001-   | Philippe Bezerra |        |

## Personatges il·lustres
El ciclista Luis Ocaña s'hi va establir com a empresari agrari els darrers anys de la seva vida.